# 油汚染
油汚染 （あぶらおせん）は土壌汚染（一部では地下水汚染）の一例であり、その原因が、鉱油類を含む土壌により、その土地や周辺を利用したり今後利用しようとする者に対して、油臭や油膜による生活環境保全上の支障を生じさせていることをいう。
しかし、油を含む土壌が存在するだけで、生活環境上の支障が無くても、油汚染にはあたることがある。
日本における油汚染は他の土壌汚染と異なり、特定の物質を対象とせず、鉱油類全体を人の感覚を基に総体的に捉え、油臭・油膜の有無を判断する。これは、鉱油類には様々な種類が存在し、成分も多様で、かつ環境中で性状も変化するため、油臭・油膜の程度を一律に捉えることが困難なためである。
環境省は油汚染対策ガイドライン（外部リンク）を発表し、油汚染に対する考え方、対応を示している。油汚染対策ガイドラインによると、油臭・油膜により、臭いや見た目での支障をきたすことを概念的に生活環境保全上の支障と定義付けている。
そのため、油臭の判定方法などは公園や砂場など、利用者が土壌に触れる場所では地表で、その他の土地利用に関しては地上1.5mで油臭の確認を行うなど、生活スタイルに則した形で判定が行われている。
また、油はその生成由来より、鉱油と動植物油に分類されるが、ガイドライン内では鉱油類を対象としており、動植物油に関しては対象外としている。
代表的な油汚染に給油所等におけるタンク、配管からのガソリンの漏洩による油汚染がある。